# Henry Theel
Henry Theel (n. 14 noiembrie 1917, Helsingfors, Imperiul Rus – d. 19 decembrie 1989, Helsingfors, Finlanda) a fost un cântăreț finlandez.